# Плелен-Тригаву
Плеле́н-Тригаву́ (фр. Pleslin-Trigavou, брет. Plelin-Tregavoù) — коммуна во Франции, находится в регионе Бретань, департамент Кот-д’Армор, округ Динан, центр кантона Плелен-Тригаву.
Население (2019) — 3 775 человек.

## География
Коммуна расположена приблизительно в 330 км к западу от Парижа, в 55 км северо-западнее Ренна, в 55 км к востоку от Сен-Бриё. Через территорию коммуны проходит национальная автомагистраль N176.

## История
Коммуна была образована в 1973 году путём объединения коммун Плелен и Тригаву, которые разделяет река Фремюр.

## Достопримечательности
- Замок Буа-де-ла-Мот (XV век). Исторический памятник с 1951 года[2]
- Ряд менгиров Рошер (эпоха неолита). Исторический памятник с 1889 года[3]
- Церковь Святой Бригиды в Тригаву XVI-XIX веков
- Церковь Святого Петра в Плелене XIX века

## Экономика
Структура занятости населения:
- сельское хозяйство — 4,0 %
- промышленность — 28,1 %
- строительство — 14,6 %
- торговля, транспорт и сфера услуг — 26,8 %
- государственные и муниципальные службы — 26,4 %

Уровень безработицы (2018) — 10,2 % (Франция в целом —  13,4 %, департамент Кот-д’Армор — 11,5 %). 

Среднегодовой доход на 1 человека, евро (2018) — 21 520 (Франция в целом — 21 730, департамент Кот-д’Армор — 21 230).
В 2007 году среди 2084 человек в трудоспособном возрасте (15—64 лет) 1509 были экономически активными, 575 — неактивными (показатель активности — 72,4 %, в 1999 году было 67,4 %). Из 1509 активных работали 1377 человек (743 мужчины и 634 женщины), безработных было 132 (51 мужчина и 81 женщина). Среди 575 неактивных 165 человек были учениками или студентами, 216 — пенсионерами, 194 были неактивными по другим причинам.

## Демография
Динамика численности населения, чел.

## Администрация
Пост мэра Плелен-Тригаву с 2020 года занимает Тьерри Орвейон (Thierry Orveillon), член Совет департамента Кот-д’Армор от кантона Плелен-Тригаву. На муниципальных выборах 2020 года возглавляемый им левый список победил в 1-м туре, получив 71,05 % голосов.
| Период | Период | Фамилия        | Партия                  | Примечания |
| ------ | ------ | -------------- | ----------------------- | --- |
| 1966   | 1977   | Жан Ойе        |                         | ремесленник |
| 1977   | 1997   | Шарль Жослен   | Социалистическая партия | вице-президент Генерального совета департамента, депутат Национального собрания Франции, сенатор, министр-делегат по вопросам кооперации (1997-2002) |
| 1997   | 2020   | Жан-Поль Леруа | Социалистическая партия | учитель |
| 2020   |        | Тьерри Орвейон | Разные левые            | бывший генеральный директор банка Crédit Maritime, член Совета департамента                                                                          |

## Фотогалерея

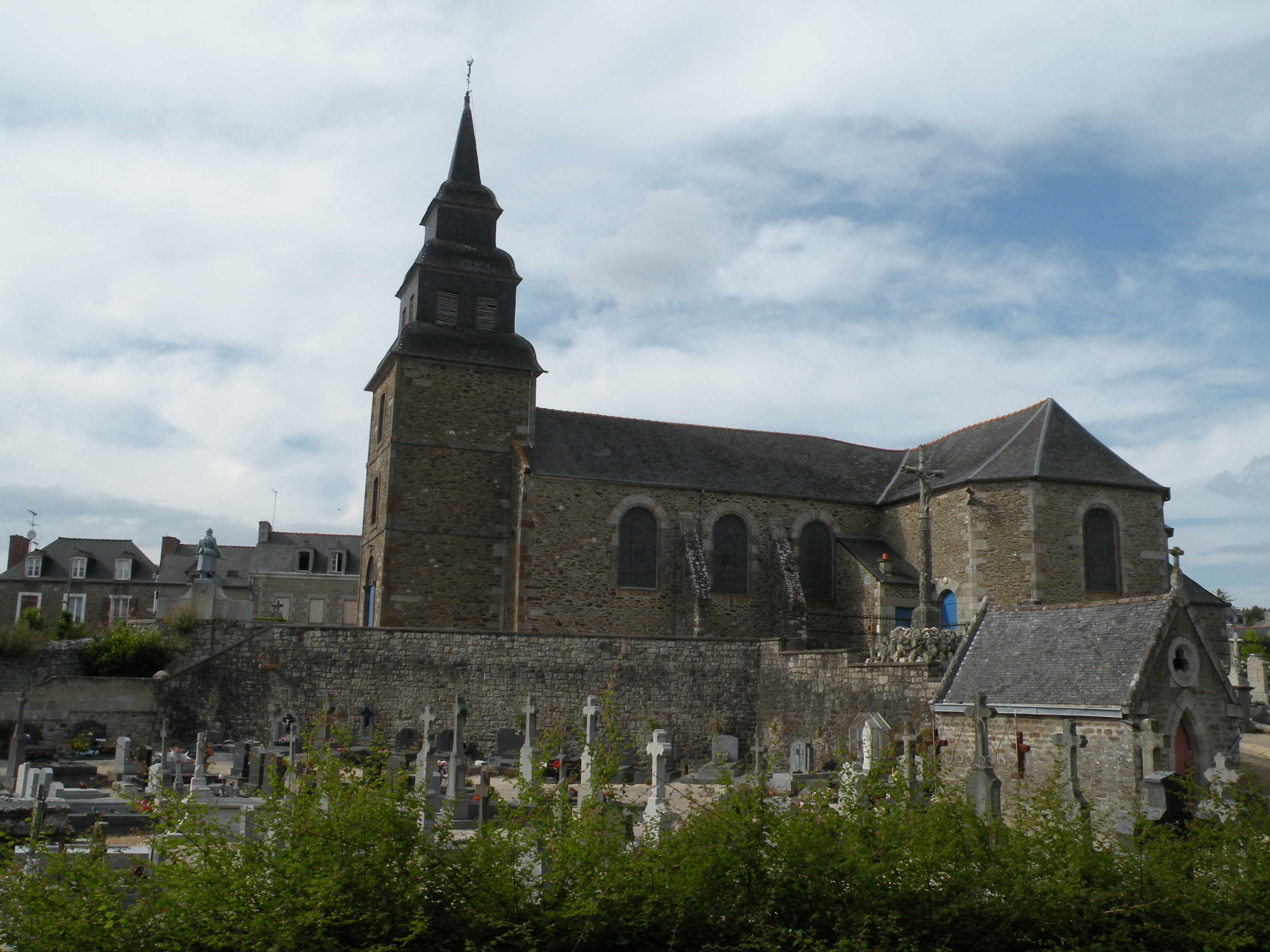
Церковь Святого Петра
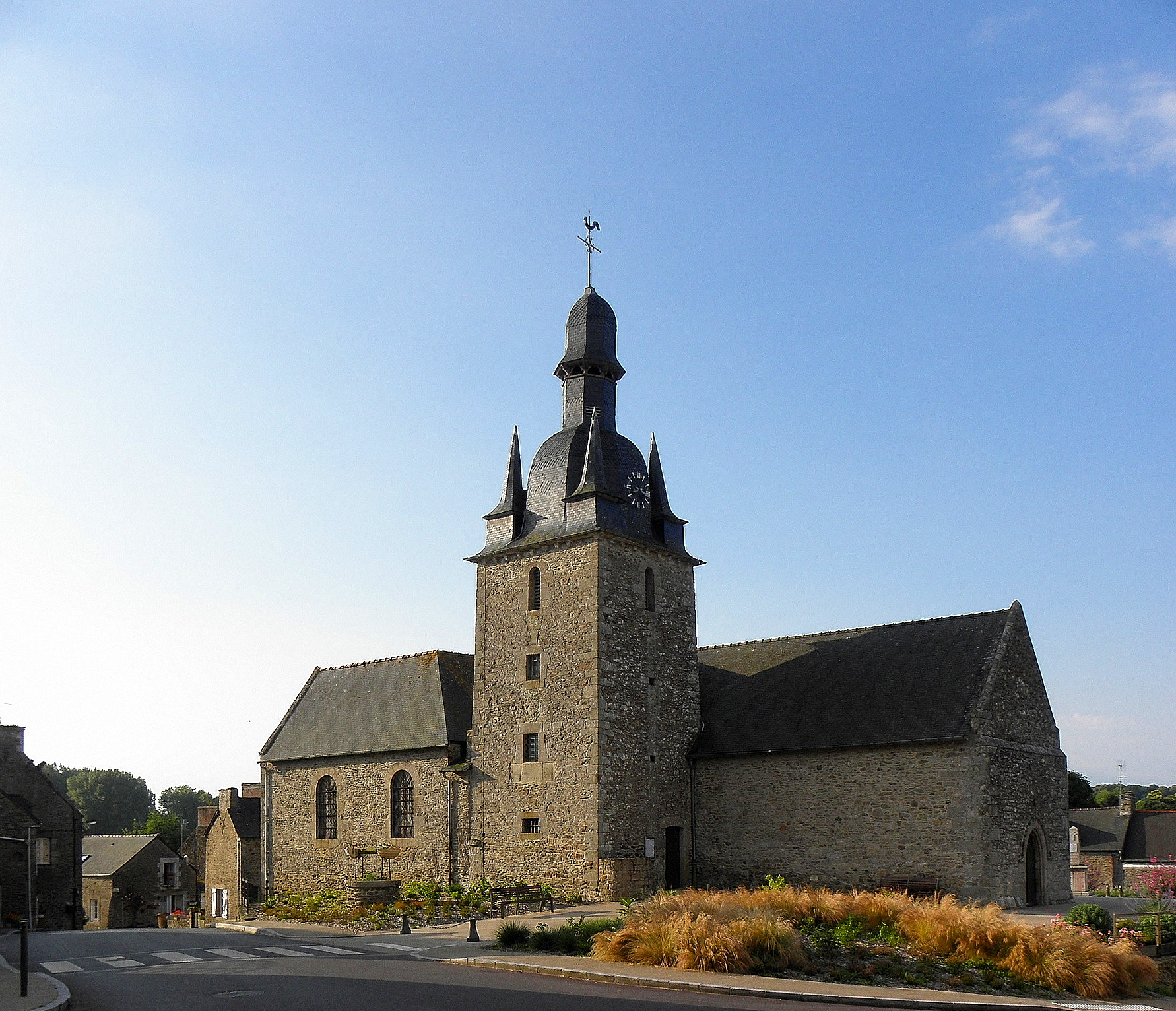
Церковь Святой Биргиты
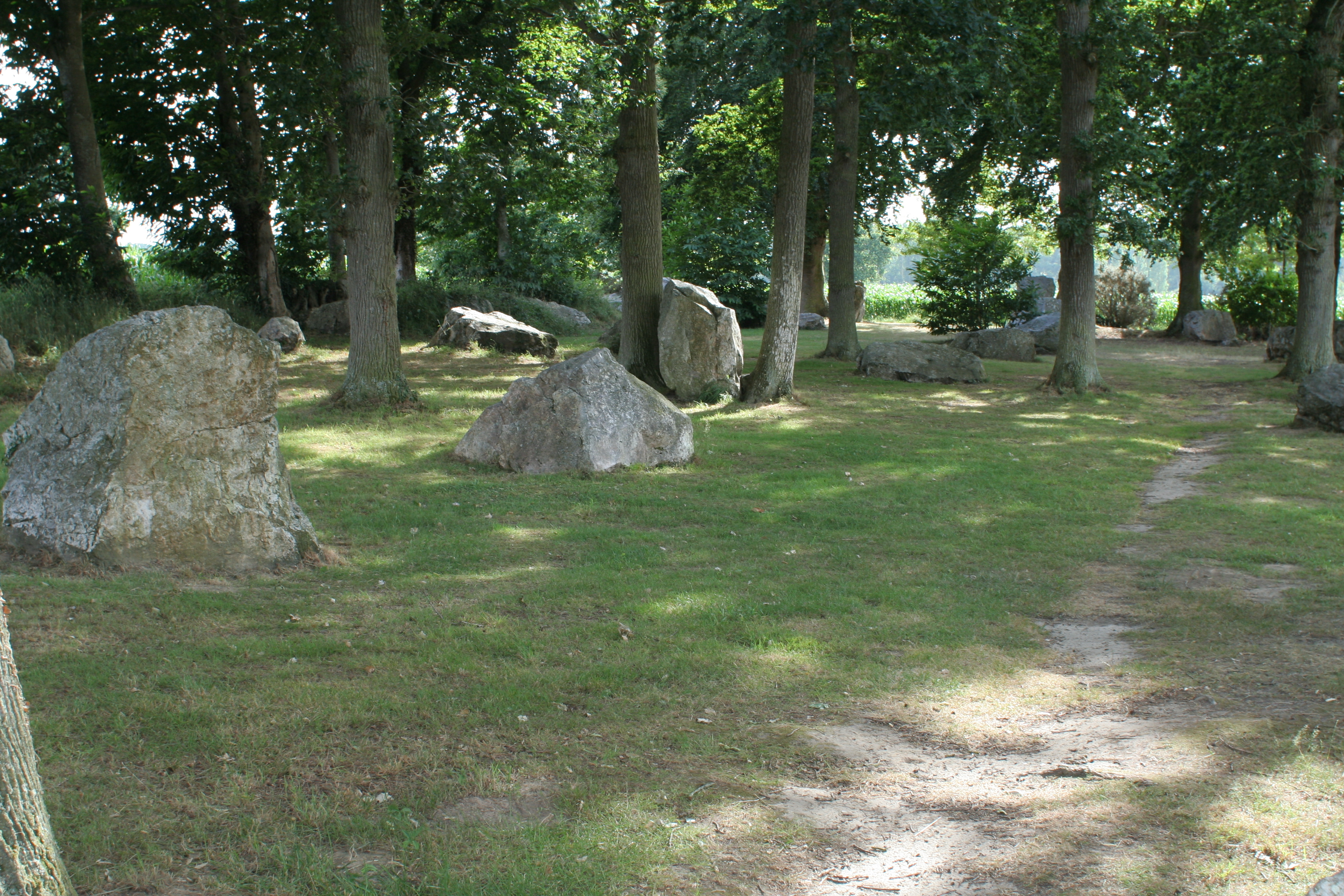
Ряд менгиров